# Bahianinho
Daniel Augusto Madaleno (Vila Flor, 22 de maio de 1906 —Distrito de Bragança ), mais conhecido como Bahianinho, foi um futebolista português.
Apesar da alcunha, Bahianinho nasceu em Vila Flor, Portugal e veio para o Brasil com apenas 2 anos de idade. Seu apelido teria surgido ainda na infância por ajudar uma senhora baiana a vender doces no Rio de Janeiro.
Madaleno ficou conhecido por supostamente ser o atleta mais jovem a vestir a camisa da equipe principal do Vasco da Gama. Sua estreia ocorreu em 24 de junho de 1926 em amistoso contra o Flamengo, no qual teria 14 anos, 6 meses e 7 dias de idade. No entanto, em 2023, após descoberta de novas fontes, o Centro de Memória do Vasco retificou sua data de nascimento de 17 de dezembro de 1911 para 22 de maio de 1906, corrigindo sua idade na estreia para 20 anos, 1 mês e 2 dias.
Assim sendo, Bismarck é atualmente considerado o mais jovem a atuar profissionalmente pelo Vasco, aos 16 anos, 4 meses e 14 dias, em 31 de janeiro de 1986 no amistoso contra a seleção de Rio das Flores. Em jogos oficiais, Rayan detém tal posto, estreando aos 16 anos, 5 meses e 16 dias, pelo Campeonato Carioca contra o Audax Rio em 19 de janeiro de 2023.
Bahianinho é o 5⁰ maior artilheiro estrangeiro do Vasco, com 29 gols marcados. Dentre seus momentos de maior destaque com a camisa cruzmaltina, esteve presente na inauguração do Estádio São Januário, na primeira excursão de uma equipe carioca à Europa em 1931 (com a conquista da Copa Myrurgia), no 11 a 0 contra o extinto Sport Club Brasil e na vitória cruzmaltina por 7 a 0 contra o Flamengo, a maior goleada da história do Clássico dos Milhões.

## Títulos
Vasco da Gama
- Campeonato Carioca: 1929 e 1934
- Torneio Início do Rio de Janeiro: 1926, 1929, 1930, 1931, 1932
- Taça Alberto Baccarat (SP)[7]:  1928
- Copa Myrurgia (Espanha)[8]: 1931
- Taça Monroe [9] [10]: 1930 e 1931